# OXO Tower

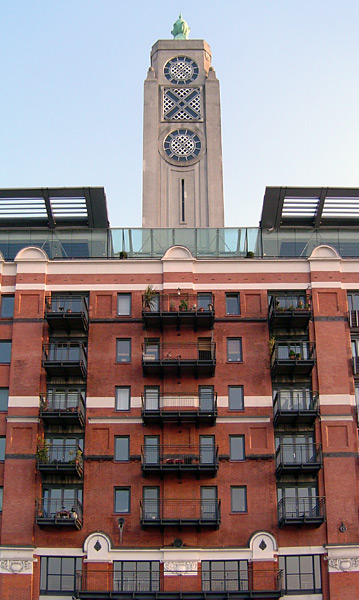
OXO Tower in London

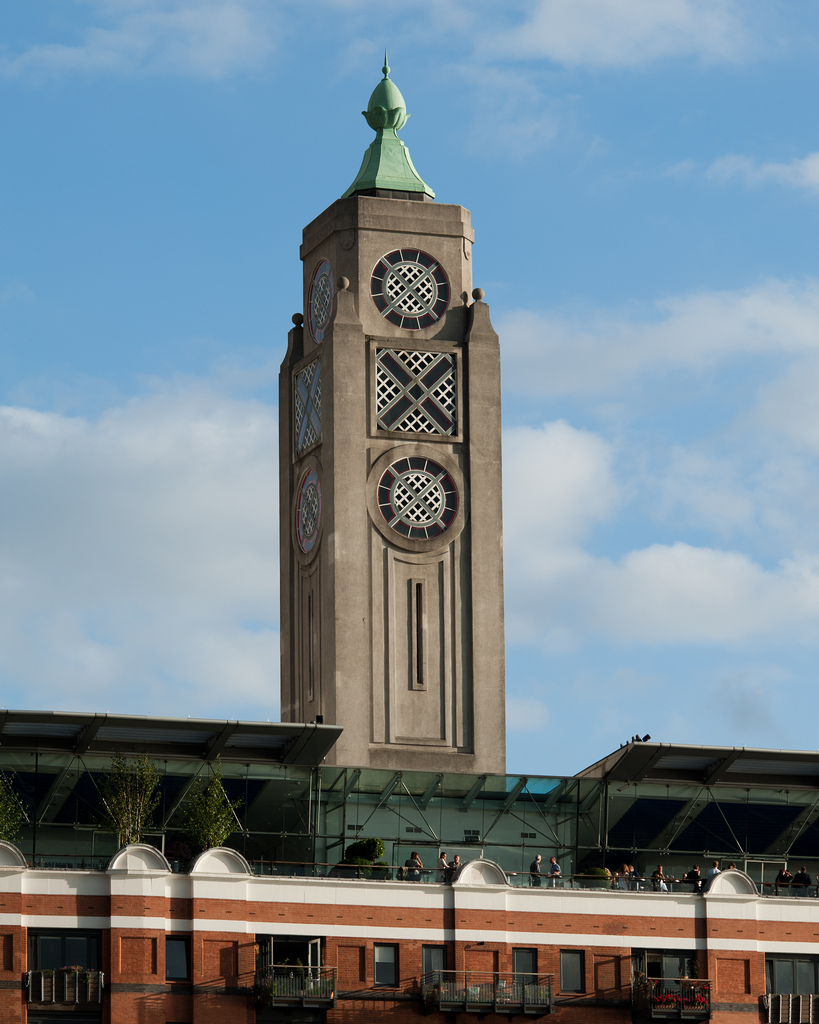
Turm des OXO Tower – vom Nordufer der Themse aus gesehen

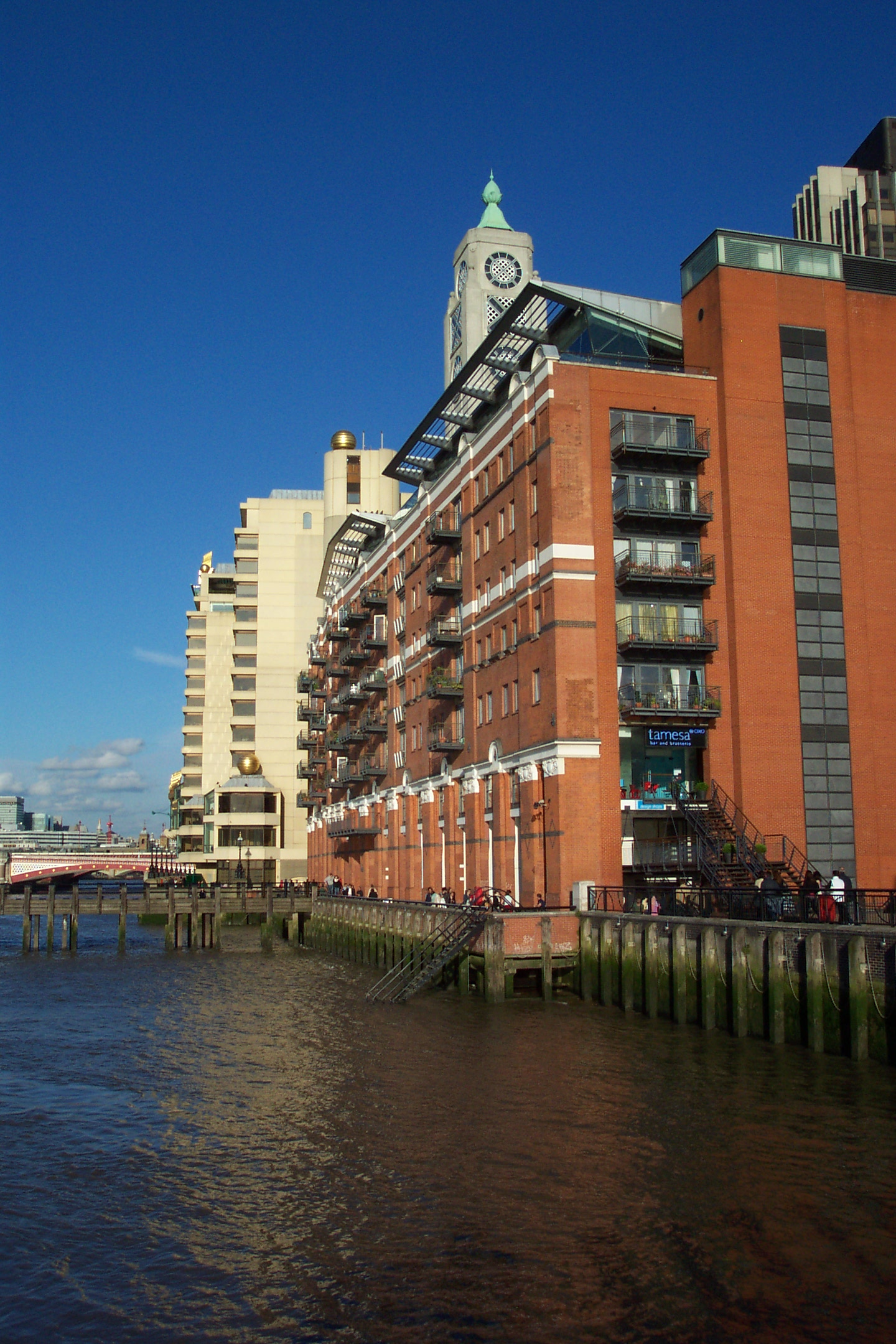
OXO Tower mit benachbartem Seecontainergebäude am Themseufer

OXO Tower ist ein Gebäude mit Reklameturm in London.

## Lage
OXO Tower befindet sich am Südufer der Themse im Londoner Stadtteil Southwark an der Barge House Street. Es befindet sich zwischen Royal Festival Hall, National Theatre im Westen und Tate Modern und Globe Theatre im Osten.

## Geschichte
Das Gebäude wurde Ende des 19. Jahrhunderts als Kraftwerk für das Postamt erbaut. In den 1920er Jahren erwarb die mit Fleischextrakten handelnde Firma OXO das Gebäude. Nach Entfernen des Kraftwerkes wurde 1928/29 das Gebäude durch den Architekten Albert Moore im Design des Art déco erneuert und der Turm auf Wunsch des Eigentümers neu erbaut und an jeder der vier Seiten mit den vertikal angeordneten Buchstaben OXO versehen, die nachts beleuchtet waren. Dies stand im Gegensatz zu dem in London bestehenden Werbeverbot am Themseufer. Die Planer interpretierten die Buchstaben als ein Kreuz zwischen zwei Kreisen, die Gegenstand des Turmdesigns seien und waren damit erfolgreich. OXO benutzte das Gebäude als Lagerhaus. In den 1970er Jahren stand der OXO Tower wieder leer.
Das Gebäude wurde von den neuen Eigentümern grundlegend renoviert und 1996 wiedereröffnet. 1997 wurde die bemerkenswerte Renovierung mit dem Preis Royal Fine Art Comission/BSkyB Building of the Year, dem RIBA Award for Architecture und dem Brick Development Association Award ausgezeichnet. 1998 folgten der Civic Trust Award und 2000 The Waterfront Center USA Honor Award.
Im Erdgeschoss befinden sich Geschäfte und Ausstellungsräume. Zwischen dem zweiten und siebten Stockwerk wurden 78 Appartements eingebaut. Im achten Stockwerk befindet sich ein Restaurant, das einen Ausblick über die Themse auf die City of London am anderen Ufer bietet.

## Sonstiges
- Der Oxo Tower war 2003 Drehort für die britische Filmkomödie Tatsächlich… Liebe.
- Das Restaurant war Drehort für die 2011 von Lasse Hallström inszenierte Filmkomödie Lachsfischen im Jemen